# Лейтън Бейнс
Лейтън Джон Бейнс (на английски: Leighton John Baines, роден на 11 декември 1984 г. в Ливърпул) е бивш английски футболист, който играе като защитник. Неговата любима позиция е тази на ляв защитник.